# MYSTIC (Программа слежения АНБ)
MYSTIC — бывшая секретная программа слежения, которая использовалась с 2009 года Агентством национальной безопасности США (АНБ) для сбора метаданных, а также содержимого телефонных звонков из нескольких стран. Публично о существовании программы стало впервые известно в марте 2014 года, в результате утечки документов, обнародованных бывшим сотрудником ЦРУ и АНБ Эдвардом Сноуденом.
MYSTIC действует на основании исполнительного приказа президента 12333.

## История
Программа MYSTIC стартовала в 2009 году, но в 2011 году достигла полной мощности и позволяла записывать содержание телефонных звонков по всей стране в течение 30 дней. В документах 2013 года говорится, что программа наблюдения может быть распространена и на другие страны.
18 марта 2014 года The Washington Post впервые раскрыла существование программы на основе документов, обнародованных Эдвардом Сноуденом. Сообщалось, что АНБ имеет возможность записывать все телефонные звонки из неопознанной иностранной страны.
19 мая 2014 года на веб-сайте The Intercept было опубликовано название одной страны, в которой были записаны телефонные звонки, а также три другие страны, в которых были собраны только метаданные телефонии (см. Ниже).

## Возможности
В рамках подпрограммы MYSTIC под кодовым названием SOMALGET, АНБ активно записывает и архивирует содержание «практически каждого» телефонного звонка в течение тридцати дней. Через тридцать дней записанные звонки перезаписываются новыми телефонными звонками, хотя были опасения, что АНБ может начать хранить собранные телефонные звонки на неопределённый срок.
Хотя аналитики АНБ могут прослушивать только менее 1% телефонных звонков, собранных в рамках MYSTIC, миллионы голосовых записей отправляются на обработку и хранение каждый месяц.
Представитель Американского союза защиты гражданских свобод (АСЗГС) (англ. American Civil Liberties Union, ACLU) раскритиковал программу, заявив, что АНБ теперь имеет возможность записывать всё, что хочет. Было также отмечено, что MYSTIC является первой выявленной программой слежки АНБ, способной контролировать и записывать систему связи всей страны.

## Цели
По состоянию на 2013 год АНБ собирало все метаданные телефонных звонков из пяти стран, согласно отчёту The Intercept от 19 мая 2014 года: Мексики, Филиппин, Кении, Багамских островов и первоначально неопознанной страны.
Для последних двух стран АНБ собирало не только метаданные, но и содержание телефонных звонков. Это производилось в рамках подпрограммы SOMALGET.
Документы АНБ утверждают, что незаконная массовая слежка за Багамскими Островами привела к задержанию наркоторговцев. Правительство США так и не поделилось информацией с Багамами, несмотря на то, что объявляло об этом.

### Афганистан
В марте 2014 года бывший заместитель директора АНБ Джон С. Инглис уже заявил, что неопознанной страной из списка является Ирак, но 19 мая анализ, опубликованный на сайте Cryptome, идентифицировал эту страну как Афганистан. Несколько дней спустя, 23 мая, WikiLeaks также сообщил, что Афганистан являлся страной, из которой АНБ собирало данные о почти всех телефонных звонках.
9 сентября 2015 года директор национальной разведки США Джеймс Клэппер заявил, что раскрытие того, что журналисты считают программой MYSTIC и / или SOMALGET, позволило правительству Афганистана немедленно закрыть важную разведывательную программу, которая "была единственным и важнейшим источником силовой защиты и предупреждения для наших людей в Афганистане ", по словам Клэппера.